# Francisco Hernández de Herrera y Ahumada
Francisco Hernández de Herrera y Ahumada (Valle de Aconcagua, Chile, c. 1654-19 de diciembre de 1707) fue capitán de los Reales Ejércitos, señor encomendero de indios, hacendado y terrateniente. Fue hijo de Diego Hernández de Herrera y Arancibia y de Ana de Ahumada y de la Vega Huerta.

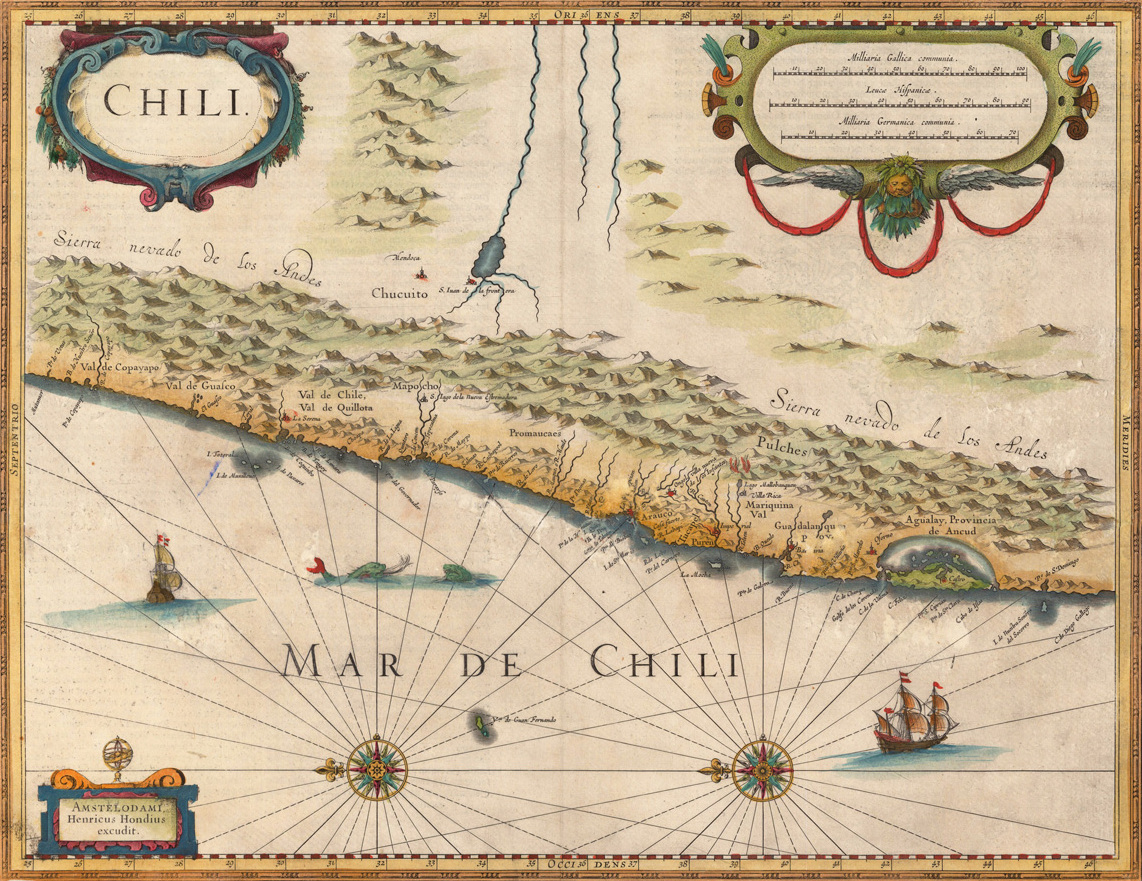
Mapa de las costas de Chile, realizado en 1635 por neerlandeses.

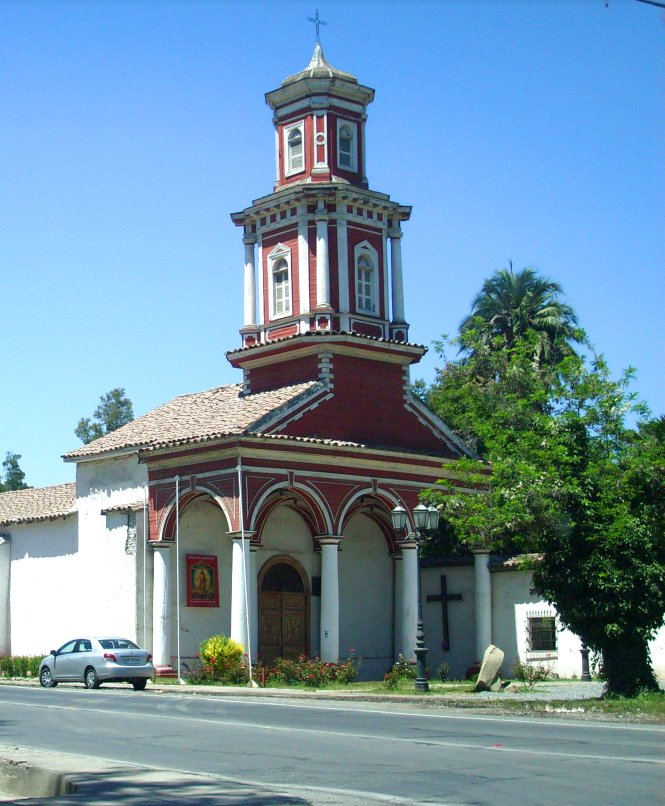
Iglesia de Curimón, Región de Valparaíso, Chile.

## Trayectoria militar
Ingresó al Real Ejército a su costa, alcanzando en estas campañas el grado de capitán de los Reales Ejércitos. Sirvió al rey español en la Guerra de Arauco aproximadamente entre 1671 y 1695, distinguiéndose en particular «en los años en que el enemigo pirata intentó infestar estos mares»,[cita requerida] puesto que le tocó participar en la expedición organizada en 1681 por el gobernador Juan Henríquez contra el pirata inglés Bartolomé Sharp, quien había saqueado e incendiado La Serena.

## Hacendado y terrateniente
Residió en el valle de Aconcagua y en 1697 sostuvo un pleito con el corregidor de dicho partido, José Díaz de Meneses y del Castillo. Explotó las haciendas y estancias heredades de sus padres. Poseedor de 16 indios a título de depósito, a manera de encomienda. Testó el 15 de mayo de 1707, otorgando codicilo el 22 de junio de 1707.

## Matrimonio y descendencia
Casó en Curimón (Aconcagua), el 1 de marzo de 1675 con Josefa Rodríguez-Brito y García de Jove, hija del general José Rodríguez de San Pedro y Brito, maestre de campo y corregidor del partido de Melipilla, y de Ana García de Jove y García-Ramón, nieta materna del general Alonso García de Ramón, gobernador y capitán general del Reino de Chile.

## Personajes destacados descendientes de esta familia
La familia Hernández de Herrera y Rodríguez-Brito cuenta con descendencia directa de apellido Herrera hasta el día de hoy en Santiago, como también de descendientes por ramas femeninas, como por ejemplo:[cita requerida]
- Nicolás Javier Hernández de Herrera y Quiroga (1739-1823), notario y escribano mayor y real de Santiago de Chile, secretario general de la Real Universidad de San Felipe, notario mayor del Obispado de Santiago de Chile, asistente al cabildo abierto del 18 de septiembre de 1810, donde se instaló la Primera Junta Nacional de Gobierno de Chile.
- Domingo Fermín de Herrera y Reynaud (1770-1845), hijo del anterior, sacerdote mercedario, comendador de la Orden de la Merced, cura párroco de Santa Ana, canónigo de la catedral de Santiago, firmante del Reglamento Constitucional de 1812.
- José Antonio Hernández de Herrera y Reynaud (1759-1811), colegial del Real Seminario de los Santos Ángeles Custodios de Santiago de Chile (1774-1778), con beca de gracia, la que podían ocupar sólo los «descendientes de los primeros conquistadores y pacificadores del Reino de Chile».[cita requerida]
- José Miguel de Herrera y Luque (1796-1842), hijo del anterior, colegial del Real Convictorio Carolino de Nobles de Santiago de Chile, colegial del Seminario de los Santos Ángeles Custodios de Santiago de Chile (beca de gracia), bachiller en la Facultad de Sagrados Cánones y Leyes de la Real Universidad de San Felipe en 1825, abogado en 1832.
- José Ramón Herrera y Manterola, arquitecto chileno que estuvo a cargo de los trabajos de remodelación de Santiago de Chile en 1872.
- Luis Ulises Herrera Leclerc, sacerdote, cura párroco de Nuestra Señora del Carmen de Ñuñoa.
- María de la Luz Herrera Cruz, exalcaldesa de Las Condes y actual concejal de la misma comuna.
- Luis Herrera Urzúa, alcalde de Rancagua.
- Juan Luis de Beaumont Herrera, arquitecto, caballero de la soberana Orden de Malta en Chile.
- Gonzalo Uriarte Herrera, político conservador de la Unión Demócrata Independiente, senador de la República de Chile.
- Sergio Correa Gac (1915-2007), sacerdote y fundador de la Fundación Las Rosas.
- Florencio Correa Gac, alcalde de Las Condes.
- Armando de Ramón Folch (1927-2004), historiador, premio Nacional de Historia en 1998.
- Salvador Candiani Herrera (1917-1969), compositor y director de orquesta chileno, fundador de la Orquesta Sinfónica de Santiago de Chile en 1944.
- Fernando Cordero Rusque, general director de Carabineros de Chile y senador de la República.
- Patricio Barros Alemparte (1920-1986), político liberal, ministro de Educación Pública durante el gobierno del presidente Jorge Alessandri.
- María Tupper Huneeus (1893-1965), pintora chilena.
- Isidora Aguirre Tupper (1919-2011), hija de la anterior, escritora y dramaturga chilena.
- Rodrigo Tupper Altamirano, sacerdote, vicario general y moderador de la curia de Santiago de Chile.
- Raimundo Tupper Lyon (1969-1995), futbolista chileno de la Universidad Católica de Chile.
- Diego Cordovez Zegers, diplomático ecuatoriano, alto funcionario y negociador de la ONU, canciller de Ecuador (1988-1992).
- Raúl Lecaros Zegers, abogado chileno, exdecano de la Facultad de Derecho de la Pontificia Universidad Católica de Chile.
- Luis Hernán Granier Bulnes, abogado chileno, IX marqués de Villa Rocha.
- Diego Echenique Zegers (1899-1947),  político liberal, alcalde de Palmilla, senador de la República.
- Luis Manuel Rodríguez Tupper, sacerdote.
- Guillermo Subercaseaux Rivas, político liberal, diputado de la República de Chile.
- José Fernández Richard, abogado chileno, conde pontificio Fernández Concha.
- Enrique Krauss Rusque, político conservador de la Democracia Cristiana, diputado de la República y ministro de Estado.
- Ismael Edwards Izquierdo (1916-2007), abogado y empresario chileno.